# Prévost (Familienname)
Prevost oder Prévost ist ein französischer Familienname. Er leitet sich vom historischen Militärbeamtentitel Profos her, der im Französischen Prévôt heißt und von dem sich Familiennamen auch in den Varianten Prévôt, Prévot, Leprévost, Pruvost, Pruvot, Proust ableiten. Die verwandten deutschen Familiennamen Propst und Probst gehen hingegen auf das kirchliche Propstamt zurück; beide Amtsbezeichnungen, Propst und Profos, leiten sich vom mittellateinischen Begriff praepositus (Vorgesetzter) her.

## Namensträger
- Adélaïde Prévost (1755–1844), französische Gesellschaftsdame
- Alain Prévost (1930–1971), französischer Schriftsteller
- Alexandre-Louis Prévost-Martin (1788–1876), Schweizer Politiker, Tagsatzungsgesandter
- André Prévost (Tennisspieler) (1860–1919), französischer Tennisspieler
- André Prévost (1934–2001), kanadischer Komponist
- Antoine-François Prévost (1697–1763), französischer Schriftsteller
- Auguste Le Prévost (1787–1859), französischer Historiker
- Charles Prévost (1899–1983), französischer Chemiker
- Constant Prévost (1787–1856), französischer Geologe
- Daniel Prévost (Schauspieler) (* 1939), französischer Schauspieler
- Daniel Prévost (Politiker) (* 1945), französischer Politiker
- Eddie Prévost (* 1942), britischer Schlagzeuger und Musiktheoretiker
- Eugène Prévost (Musiker) (1809–1872), französischer Dirigent und Komponist
- Eugène Prévost (Priester) (1860–1946), kanadischer Priester und Ordensgründer
- Eugène Prévost (Radsportler) (1863–1961), französischer Radsportler
- Florent Prévost (1794–1870), französischer Naturforscher
- Françoise Prévost (Tänzerin) (1680–1741), französische Primaballerina
- Françoise Prévost (Schauspielerin) (1929–1997), französische Schauspielerin
- George Prevost (1767–1816), britischer Soldat und Diplomat
- Guillaume Prévost (* 1964), französischer Schriftsteller
- Guy Prévost († 2017), französischer Jazzmusiker
- Hippolyte Prévost (1808–1873), französischer Sekretär
- Isaac Bénédict Prévost (1755–1819), französisch-schweizerischer Naturphilosoph, Mathematiker, Physiker und Chemiker
- Jacques Marcus Prevost (1736–1781), britischer Offizier und Kolonialgouverneur
- James Charles Prevost (1810–1891), britischer Admiral
- Jean Prévost (Mediziner, 1585) (1585–1631), Schweizer Arzt und Botaniker
- Jean Prévost (Schriftsteller) (1901–1944), französischer Schriftsteller
- Jean-Baptiste Prevost de Sansac de Traversay (1754–1831), russischer Admiral und Politiker
- Jean-Benoît Prévost (1870–1915), kanadischer Politiker
- Jean-Louis Prévost (Künstler) (1745–1827), französischer Künstler
- Jean Louis Prevost (Mediziner, 1790) (1790–1850), Schweizer Physiologe, Embryologe und Biochemiker
- Jean Louis Prévost (Mediziner, 1838) (1838–1927), Schweizer Neurologe und Physiologe
- Jean-Marie Prévost (1918–1997), französischer Fußballspieler
- Joël Prévost (1950–2024), französischer Chansonsänger
- Léon Prévost (1831–1877), französischer Komponist
- Lucien Alphonse Prévost (1799–1846), französischer Illustrator
- Lucinde Prévost-Paradol (1798–1843), französische Schauspielerin
- Louis Prévost de Sansac, französischer Offizier
- Lucien-Anatole Prévost-Paradol (1829–1870), französischer Journalist und Autor
- Marcel Prévost (1862–1941), französischer Romanautor und Dramatiker
- Marie Prevost (1896–1937), kanadische Schauspielerin
- Michael Prevost (* 1953), kanadischer Boxer
- Pierre Prevost (1751–1839), französisch-schweizerischer Philosoph und Physiker
- Robert Prévost (Designer) (1927–1982), kanadischer Designer
- Robert Francis Prevost Martínez (* 1955), US-amerikanisch-peruanischer Ordensgeistlicher, siehe Leo XIV.
- Toussaint Prévost (1840–1886), französischer Pianist und Komponist, siehe Théodore Ritter
- Victor Prevost (1820–1881), US-amerikanischer Fotograf
- Yvonne Prévost (1878–1942), französische Tennisspielerin
- Zoë Prévost (1802–1861), französische Opernsängerin (Sopran)